# Pavón
Pavón är en ort i Argentina.   Den ligger i provinsen Santa Fe, i den centrala delen av landet, 240 km nordväst om huvudstaden Buenos Aires. Pavón ligger 32 meter över havet och antalet invånare är 1 492.
Terrängen runt Pavón är platt. Runt Pavón är det ganska glesbefolkat, med 27 invånare per kvadratkilometer.. Närmaste större samhälle är San Nicolás de los Arroyos, 19,7 km sydost om Pavón. 
Trakten runt Pavón består till största delen av jordbruksmark.